# Antonin Clau
Antonin Clau est un sculpteur et graveur de médailles français né le 14 juin 1861 à Toulouse et mort à Paris le 15 avril 1898.

## Biographie
Antonin Clau est né le 14 juin 1861 à Toulouse,,. En 1883, il participe au concours triennal des grands prix municipaux de la ville de Toulouse qui permet au gagnant du premier prix d'obtenir une bourse pour continuer ses études à Paris. Le sujet imposé est : Télémaque reçu à Pylos par Nestor. Antonin Clau gagne le premier prix face à Antoine Bourdelle et reçoit donc une pension de sa ville natale, qui lui permet de venir étudier à Paris où il devient élève de Falguière,. Il a exposé, de 1889 à 1898, et a remporté une mention honorable au Salon de 1893, dans la section de gravure en médailles, avec un bas-relief en bronze représentant des Nymphes chasseresses. Il a aussi réalisé des plats en étain édités par Siot-Decauville .
Il est mort, après une longue maladie, le 15 avril 1898 à Paris (7e arrondissement), et il est enterré au Cimetière parisien de Bagneux (87ème division).